# Hasenmoor
Hasenmoor est une commune allemande du Schleswig-Holstein, située dans l'arrondissement de Segeberg (Kreis Segeberg), à sept kilomètres à l'est de la ville de Bad Bramstedt. Hasenmoor est la commune la moins peuplée des six communes de l'Amt Kaltenkirchen-Land (« Kaltenkirchen-campagne ») dont le siège est à Kaltenkirchen.

## Personnalités liées à la ville
- Reimer Böge (1951-), homme politique né à Hasenmoor.